# Video Killed the Radio Star
Video Killed the Radio Star er en sang fra 1979 med den britiske New Wave-gruppe The Buggles, der lancerede sangen som sin debutsingle den 7. september samme år. Den 20. oktober 1979 røg sangen til tops på den britiske singleliste UK Singles Chart. Den findes på gruppens album The Age of Plastic fra 1980. 
Sangen var den første sang, der blev spillet som musikvideo på TV-kanalen MTV, da kanalen gik i luften den 1. august 1981.
Sangen bliver bl.a. brugt i spillet Grand Theft Auto: Vice City, der foregår i 1980'erne.